# Перебивниця стільців
«Переби́вниця стільці́в», або «Плеті́льниця соло́м'яних стільці́в» (фр. La Rempailleuse) — новела французького письменника Гі де Мопассана, видана у 1882 році. Сюжет твору розповідає історію кохання бідної жінки до заможного аптекаря.

## Історія
Ця новела вперше була надрукована в газеті «Le Gaulois» 17 вересня 1882 року. Автор присвятив її Леонові Енніку — письменнику і одному з найближчих друзів Гі де Мопассана, який разом з ним брав участь у створенні збірки «Меданські вечори». У 1883 році Гі де Мопассан опублікував новелу в книжному форматі в збірці «Бекасові казки».
Український переклад новели здійснила Людмила Івченкова. Вперше її видало видавництво «Дніпро» у восьмитомному зібранні новел Гі де Мопассана під назвою «Перебивниця стільців». У 1990 році те ж видавництво і в тому ж перекладі видало новелу під назвою «Плетільниця солом'яних стільців».

## Сюжет
На полюванні у маркіза де Бертрана світське товариство сперечається з приводу того, чи можна по-справжньому кохати тільки раз в житті, чи багато разів. Думки розділились, аж ось місцевий лікар зауважує, що знає історію невгасимої любові, що тривала 55 років. Його репліка привертає тим більше уваги, коли з'ясовується, що ці високі почуття панували серед простолюдинів. Щоб подолати скепсис аристократичних співрозмовників, лікар змушений розповісти докладно.
Дочка мандруючих ремісників з дитинства зазнавала зневаги людей через свою бідність і неосвіченість. Вона росла роботящою, але дикуватою. Одного разу дитина підійшла до чепурного хлопця, несвідомо висипала йому в руку кілька мідяків і поцілувала. Збентежений цим дарунком хлопець не заперечив. Відтоді вона протягом року заощаджувала дрібні монети, щоби раз на рік зазнати прихильності свого небезкорисливого друга. Та після повернення з колежу юнак вже більше «не впізнавав» подругу дитинства. Він виріс і став аптекарем, вона ж залишилась мандруючою перебивницею старих стільців. Заощадження всього свого злиденного життя — 2327 франків — вона заповіла аптекарю. Дізнавшись про безмовне кохання жебрачки той спочатку обурився, а потім радо прийняв спадщину.